# Mahwah
El municipi de Mahwah (en anglès: Mahwah Township) és un municipi que es troba en el comtat de Bergen en l'estat de Nova Jersey. En 2010, Mahwah tenia una població de 25.890 habitants i una densitat poblacional de 381,3 persones per quilòmetre quadrat.

## Geografia
El municipi de Mahwah està situat en les coordenades 41° 04′ 57″ N, 74° 08′ 38″ W.

## Demografia
Segons l'oficina del cens en 2000 els ingressos mitjans per llar en el municipi eren de 79.500 dòlars i els ingressos mitjans per família eren 94.484 dòlars. Els homes tenien uns ingressos mitjans de 62.326 dòlars i 42.527 dòlars les dones. La renda per capita de la localitat era de 44.709 dòlars. Al voltant del 2% de la població estava per sota del llindar de la pobresa.